# چنارلی، بیله‌سوار
چنارلی (به ترکی آذربایجانی: Çinarlı، تا ۷ فوریه ۱۹۹۱ نووگراژدانوفکا Novograzhdanovka) یک منطقه مسکونی در جمهوری آذربایجان است که در شهرستان بیله‌سوار (جمهوری آذربایجان) واقع شده است. چنارلی ۶۹۳ نفر جمعیت دارد.